# Ferrari SF16-H
Chronologie des modèles (2016)
Ferrari SF15-T Ferrari SF70H
La Ferrari SF16-H est la monoplace de Formule 1 engagée par la Scuderia Ferrari dans le cadre du championnat du monde de Formule 1 2016. Elle est pilotée par l'Allemand Sebastian Vettel et par le Finlandais Kimi Räikkönen. Le pilote-essayeur est le Français Jean-Éric Vergne.
Conçue par l'ingénieur britannique James Allison, la SF16-H est présentée le 19 février 2016 sur internet en direct de l'usine de Maranello en Italie. Son nom se compose comme suit : SF pour Scuderia Ferrari, 16 pour l'année et H pour la nature hybride de son moteur. La monoplace en question n'a remporté aucune victoire dans le championnat 2016, où Ferrari termine troisième chez les constructeurs, tandis que ses pilotes se classent quatrième (Vettel) et sixième (Räikkönen).

## Création de la monoplace
Nommée en interne Progetto 667, la Ferrari SF16-H arbore une livrée qui rappelle les années 1970 avec du blanc sur la carrosserie notamment sur la partie moteur au-dessus de la tête du pilote.
La Ferrari SF16-H se distingue notamment de sa devancière par son nez court et ses suspensions à poussoirs traditionnelles, ce qui marque une rupture avec la Ferrari SF15-T et ses suspensions à tirants. À l'arrière de la monoplace, le châssis est plus étroit pour permettre un meilleur écoulement d'air et gagner en appui aérodynamique.
Sous la supervision du responsable du département moteur, Mattia Binotto, de gros travaux ont été entrepris pour augmenter l'efficacité de la combustion de l'essence grâce à une pression d'injection de 300 bars (voisine de celle du bloc Mercedes) qui permet de réduire le temps de détente. Le MGU-K a été déplacé vers l'arrière du bloc près du cylindre no 6  tandis que le MGU-H ne subit aucun changement et reste placé entre la turbine et le compresseur du turbocompresseur.
Fidèle à son habitude d’attribuer un surnom féminin à ses voitures depuis 2010, Sebastian Vettel a prénommé sa monoplace Margherita, en référence à Marguerite de Savoie, reine consort d'Italie de 1878 à 1900. 

## Résultats en championnat du monde de Formule 1
| Saison | Écurie           | Moteur                      | Pneus   | Pilotes          | Courses | Courses | Courses | Courses | Courses | Courses | Courses | Courses | Courses | Courses | Courses | Courses | Courses | Courses | Courses | Courses | Courses | Courses | Courses | Courses | Courses | Points inscrits | Classement |
| Saison | Écurie           | Moteur                      | Pneus   | Pilotes          | 1       | 2       | 3       | 4       | 5       | 6       | 7       | 8       | 9       | 10      | 11      | 12      | 13      | 14      | 15      | 16      | 17      | 18      | 19      | 20      | 21      | Points inscrits | Classement |
| ------ | ---------------- | --------------------------- | ------- | ---------------- | ------- | ------- | ------- | ------- | ------- | ------- | ------- | ------- | ------- | ------- | ------- | ------- | ------- | ------- | ------- | ------- | ------- | ------- | ------- | ------- | ------- | --------------- | ---------- |
| 2016   | Scuderia Ferrari | Ferrari Type 059/5 V6 Turbo | Pirelli |                  | AUS     | BAH     | CHI     | RUS     | ESP     | MON     | CAN     | EUR     | AUT     | GBR     | HON     | ALL     | BEL     | ITA     | SIN     | MAL     | JAP     | USA     | MEX     | BRÉ     | ABU     | 398             | 3e         |
| 2016   | Scuderia Ferrari | Ferrari Type 059/5 V6 Turbo | Pirelli | Sebastian Vettel | 3e      | Np      | 2e      | Abd     | 3e      | 4e      | 2e      | 2e      | Abd     | 9e      | 4e      | 5e      | 6e      | 3e      | 5e      | Abd     | 4e      | 4e      | 5e      | 5e      | 3e      | 398             | 3e         |
| 2016   | Scuderia Ferrari | Ferrari Type 059/5 V6 Turbo | Pirelli | Kimi Räikkönen   | Abd     | 2e      | 5e      | 3e      | 2e      | Abd     | 5e      | 4e      | 3e      | 5e      | 6e      | 6e      | 9e      | 4e      | 4e      | 4e      | 5e      | Abd     | 6e      | Abd     | 6e      | 398             | 3e         |

Légende : ici